# Las ventanas de mi alma
Las ventanas de mi alma es el decimosexto disco de la cantante española Luz Casal, puesto a la venta en España en 2023 y el primero con canciones inéditas en cinco años. En este trabajo, Luz se presenta sin máscaras ni artificios, franca y apasionada como siempre y más anclada a la realidad que nunca, en el que dice que es su disco más personal y reflexivo.

## Lista de canciones
| N.º | Título                    | Escritor(es)                         | Duración |  |
| 1.  | «Las ventanas de mi alma» | Luz Casal                            | 4:08     |  |
| 2.  | «La inocencia»            | Luz Casal                            | 3:17     |  |
| 3.  | «Hola, qué tal»           | Luz Casal, Yolanda Saá               | 3:11     |  |
| 4.  | «Dame tu mano»            | Luz Casal                            | 3:37     |  |
| 5.  | «Quizás»                  | Luz Casal, Pablo Sycet               | 3:45     |  |
| 6.  | «Duele»                   | Luz Casal                            | 3:28     |  |
| 7.  | «Estaba escrito»          | Luz Casal, Pablo Sycet               | 3:38     |  |
| 8.  | «Suave es la noche»       | Luz Casal                            | 4:11     |  |
| 9.  | «Antes que tú»            | Luz Casal, Ovidi Tormo, Álvaro Tormo | 3:16     |  |
| 10. | «A ciegas»                | Luz Casal, JM Baldomà                | 3:28     |  |
| 11. | «Un lugar perfecto»       | Luz Casal                            | 4:05     |  |
| 12. | «Un poco más de amor»     | Carmen Santonja, Luz Casal           | 4:11     |  |

## Sencillos
- "Hola, qué tal"
- "Estaba escrito”
- "Quizás”

## Personal

### Músicos
- Luz Casal: voz, compositora, letras.
- Paco Salazar: Arreglos, Guitarras eléctricas, Guitarras acústicas, Guitarra española, Bajo, Lap steel, Sintetizadores, Programaciones, RhodesPercusión.
- Josep M. Baldomà "Baldo": Piano, Rhodes, Hammond, Sintetizadores, Preproducción, Arreglos, Harmonium, Acordeón, Percusiones, Programaciones, Guitarras, Bajo Moog.
- Tino Di Geraldo: Batería y Percusiones.

### Colaboradores
- Guille Galván: Voz teléfono en "Hola, qué tal".
- Jorge F. Ojea: Guitarras en "Quizás".
- César Guerrero y Héctor J. Prieto (Trombón), Maxi Santos y Fernando Puig (Trompa) en "Estaba escrito".
- Miguel A. Egido (Saxo barítono) y César Guerrero (Trombón) en "Suave es la noche".
- Ovidi Tormo (Guitarra) en "Antes que tú".
- Colin Russell (Batería), Marcelo Giuliani (Bajo) y Françoise Poggio (Guitarra) en "Un lugar perfecto".
- Iñaki García (Arreglo de cuerda), Música Omnia (Cuarteto) en "Un poco más de amor".

### Producción
- Producido por Paco Salazar.
- Coproducido por Paco Trinidad y Luz Casal.
- Grabado  en estudios "La Casa Murada".
- Mezclado por Santos Berrocal en estudios "Blind Records" (Barcelona).
- Ingeniero de Sonido: Frank Lozano.
- Masterizado por Dave Kutch en "The Mastering Palace" (Nueva York).

- Ilustración de portada: Xebius (Manuel Camino).
- Fotografía: Félix Valiente.
- Diseño: Francesc Freixes.
- Management y Booking: Clara Alcaraz.
- Productor ejecutivo: Francisco Pérez-Bryan.